# Улица Лактас
Улица Ла́ктас (латыш. Laktas iela, от lakta — наковальня) — улица в Риге, в Видземском предместье, в исторических районах Браса и Скансте. Начинается от слияния улиц Клуса и Миера как продолжение улицы Клуса; проходит под Брасовским мостом и далее, плавно меняя направление вдоль железнодорожной линии, ведущей к станции Рига-Краста. Пересекает улицу Дунтес и заканчивается тупиком. С другими улицами не пересекается.
По официальным данным, длина улицы (до перекрёстка с ул. Дунтес) — 656 метров. На всём протяжении имеет асфальтовое покрытие. Движение по улице двустороннее. Общественный транспорт по улице не курсирует, однако на улице Дунтес есть остановка «Laktas iela».

## История
Улица Лактас впервые упоминается в 1867 году под названием Кузнечная улица (латыш. Kalēju iela, нем. Schmiedestrasse). Поскольку одноимённая улица имелась и в центре города, с 1885 года название нынешней улицы Лактас было изменено на Наковальная (латыш. Laktas iela, нем. Ambosstrasse) и с течением времени больше не изменялось.
Наиболее примечательными объектами на улице Лактас являются здание станции Браса (дом 9) и старая городская тюрьма (дом 4).